# Sõru
Sõru (Duits: Serro) is een plaats in de Estlandse gemeente Hiiumaa, provincie Hiiumaa. De plaats heeft de status van dorp (Estisch: küla).
Sõru lag tot in oktober 2017 in de gemeente Emmaste. In die maand ging de gemeente op in de fusiegemeente Hiiumaa.

## Bevolking
De ontwikkeling van het aantal inwoners blijkt uit het volgende staatje:
| Jaar            | 2000 | 2011 | 2017 | 2019 | 2021 |
| --------------- | ---- | ---- | ---- | ---- | ---- |
| Aantal inwoners | 17   | 10   | 9    | 11   | 12   |

## Geografie
Sõru ligt aan de zuidwestkust van het eiland Hiiumaa, aan de Straat van Soela (Estisch: Soela väin), de zeestraat tussen de eilanden Hiiumaa en Saaremaa. De zeestraat is een onderdeel van de Oostzee. Er is een haven die ‘haven van Sõru’ wordt genoemd, maar die ligt op het grondgebied van het naburige dorp Pärna. De vuurtoren van Sõru staat in Hindu. Wel heeft Sõru een lichtbaken, dat Sõru alumine tulepaak (‘Onderste lichtbaken van Sõru’) wordt genoemd. De vuurtoren van Hindu heet Sõru ülemine tuletorn (‘Bovenste vuurtoren van Sõru’).

## Geschiedenis
Het is mogelijk dat Sarwo, genoemd in een document uit 1254, Sõru is. In 1453 werd Sõru genoemd als Zorvell en in 1564 als Sörro, een dorp op het landgoed van Großenhof (Suuremõisa). In 1565 heette het Sorroe. In 1796 werd een landgoed Emmast (Emmaste) afgesplitst van Großenhof. Sõru ging mee. In 1798 werd het dorp genoemd als Serro.
Bij het dorp stond een kapel. Toen die in de 19e eeuw bouwvallig was geworden, werd ze afgebroken. De Immanuelkerk in het naburige Emmaste, gebouwd in 1867, was min of meer de vervanger van de kapel.
Tussen 1977 en 1997 maakten Hindu, Pärna, Reheselja, Sepaste en Tohvri deel uit van Sõru.

## Foto's

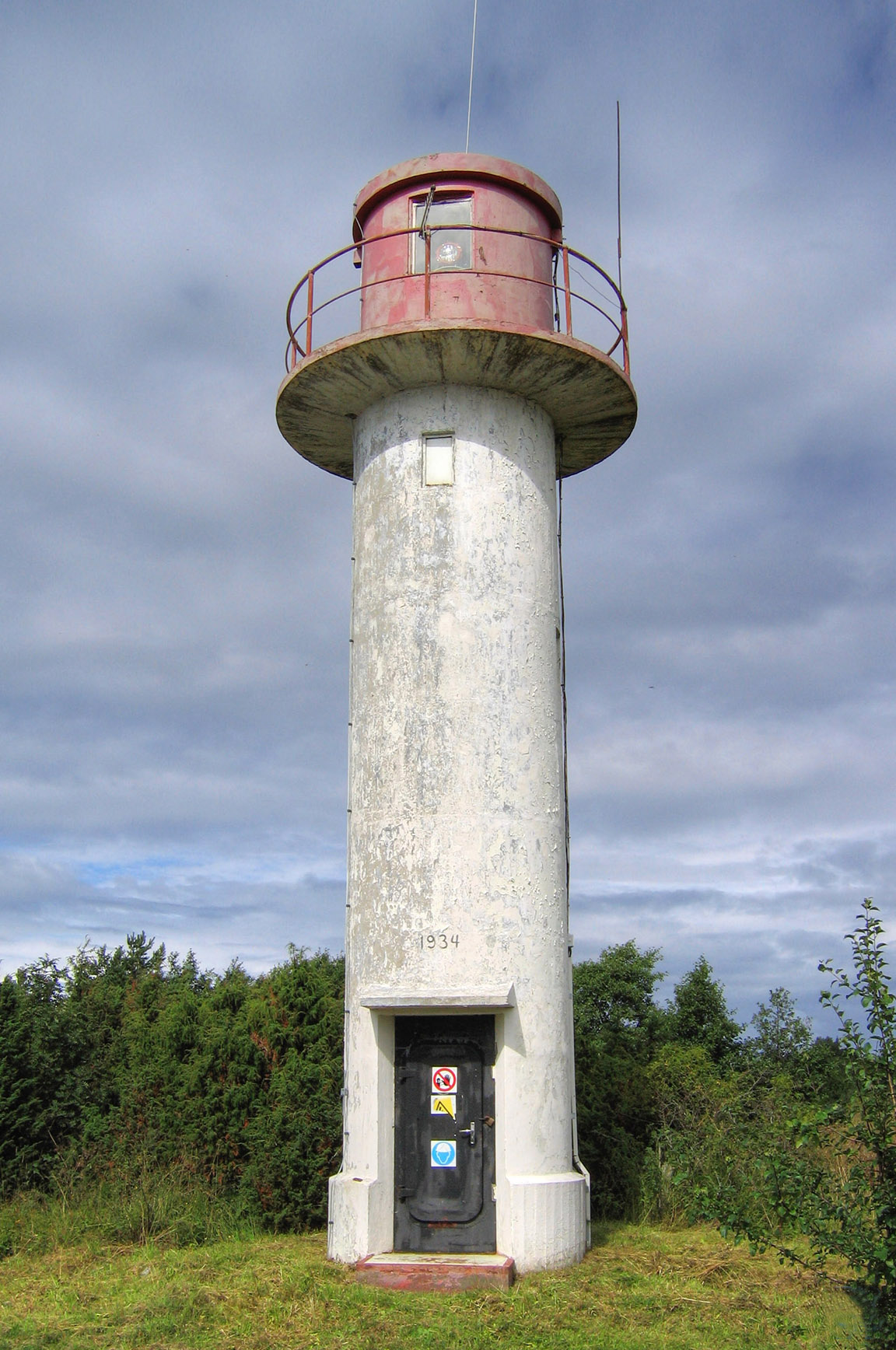
Lichtbaken van Sõru
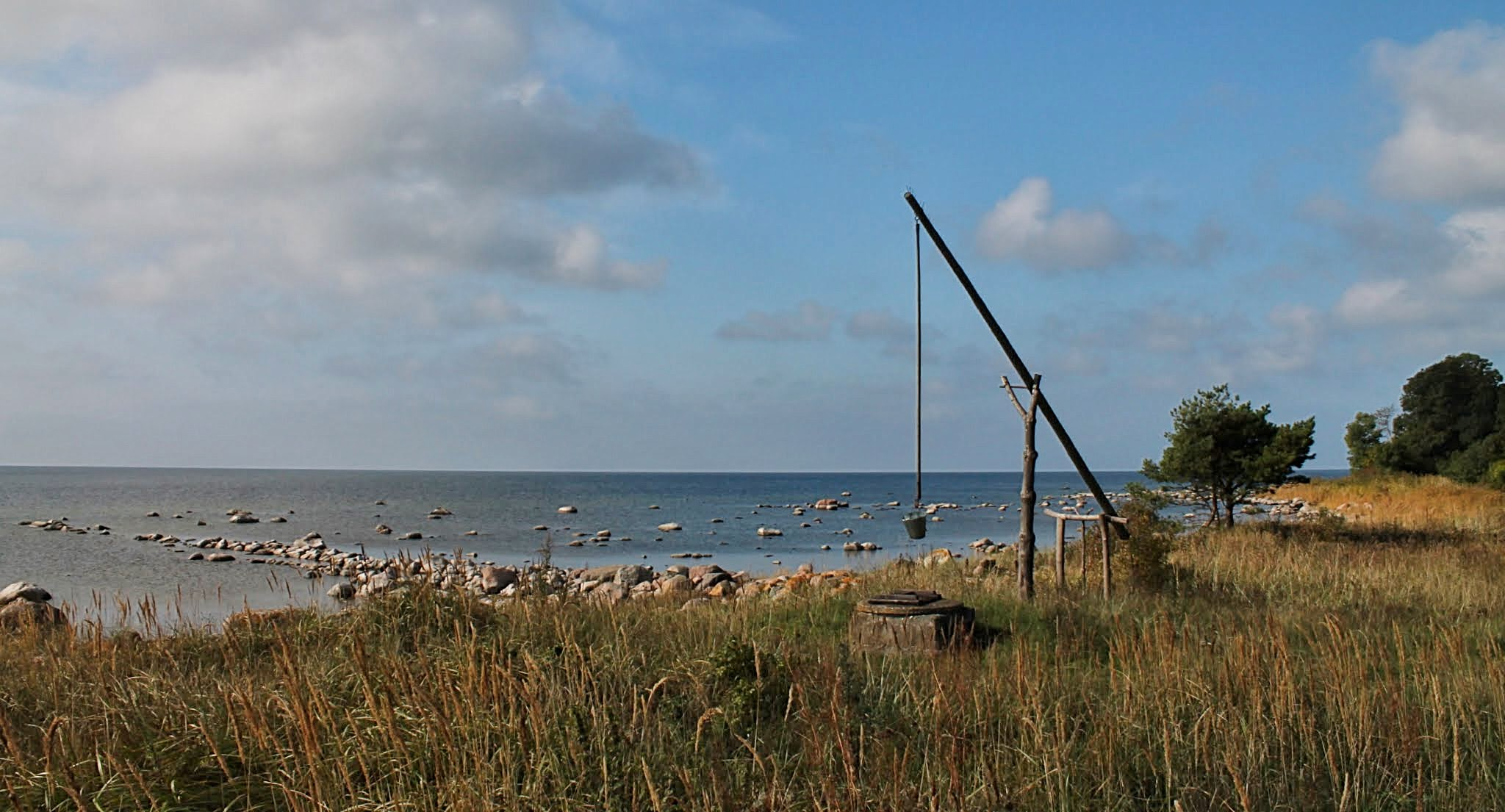
Strand
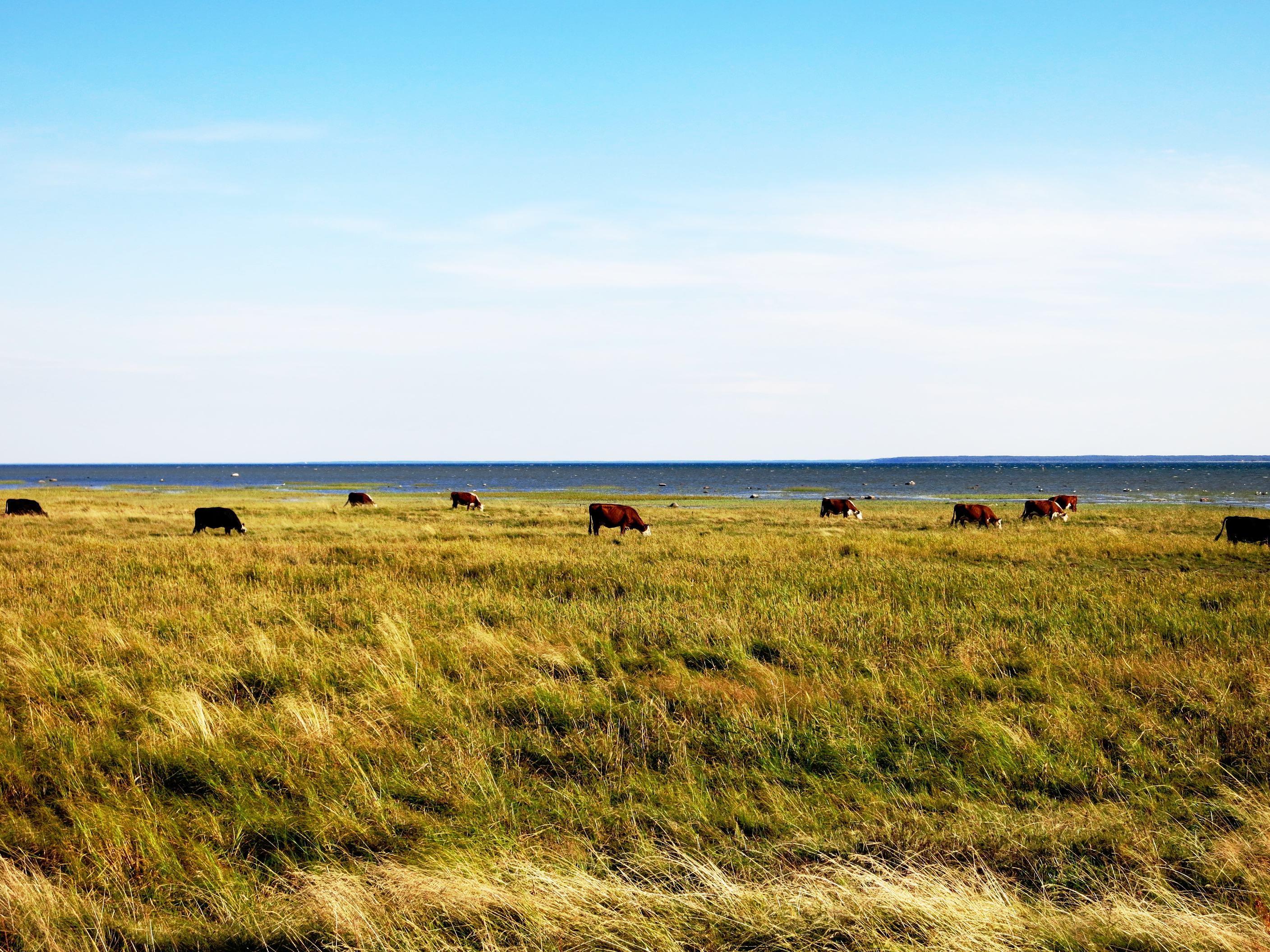
Weiland bij Sõru